# Dobrjanytsji
Dobrjanytsji (Oekraïens: Добряничі; Pools: Dobrzanica) is een dorp in de Oekraïense oblast Lviv. In 2004 had Dobrjanytsji 379 inwoners.
Dobrjanytsji is de geboorteplaats van Wilhelm Reich, een bekende Oostenrijkse arts, psychoanalyticus en schrijver. Dobrjanytsji lag toen in het Oostenrijkse-Hongaarse deel van Galicië.